# Oesen

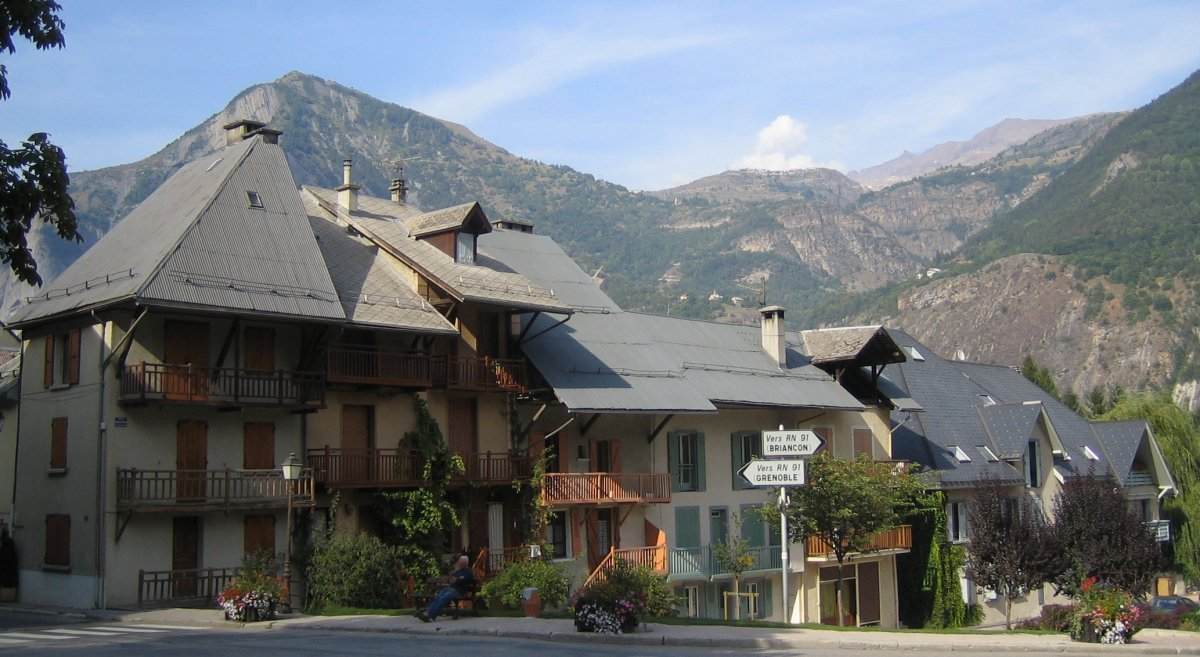
El Bourg d'Oisans és principal ciutat de l'Oisans.

L'Oesen és una regió natural dels Alps francesos, situada entre els departaments de l'Isère i dels Alts Alps i per tant, entre les regions del Roine-Alps i de la Provença-Alps-Costa Blava.

## Hidrografia

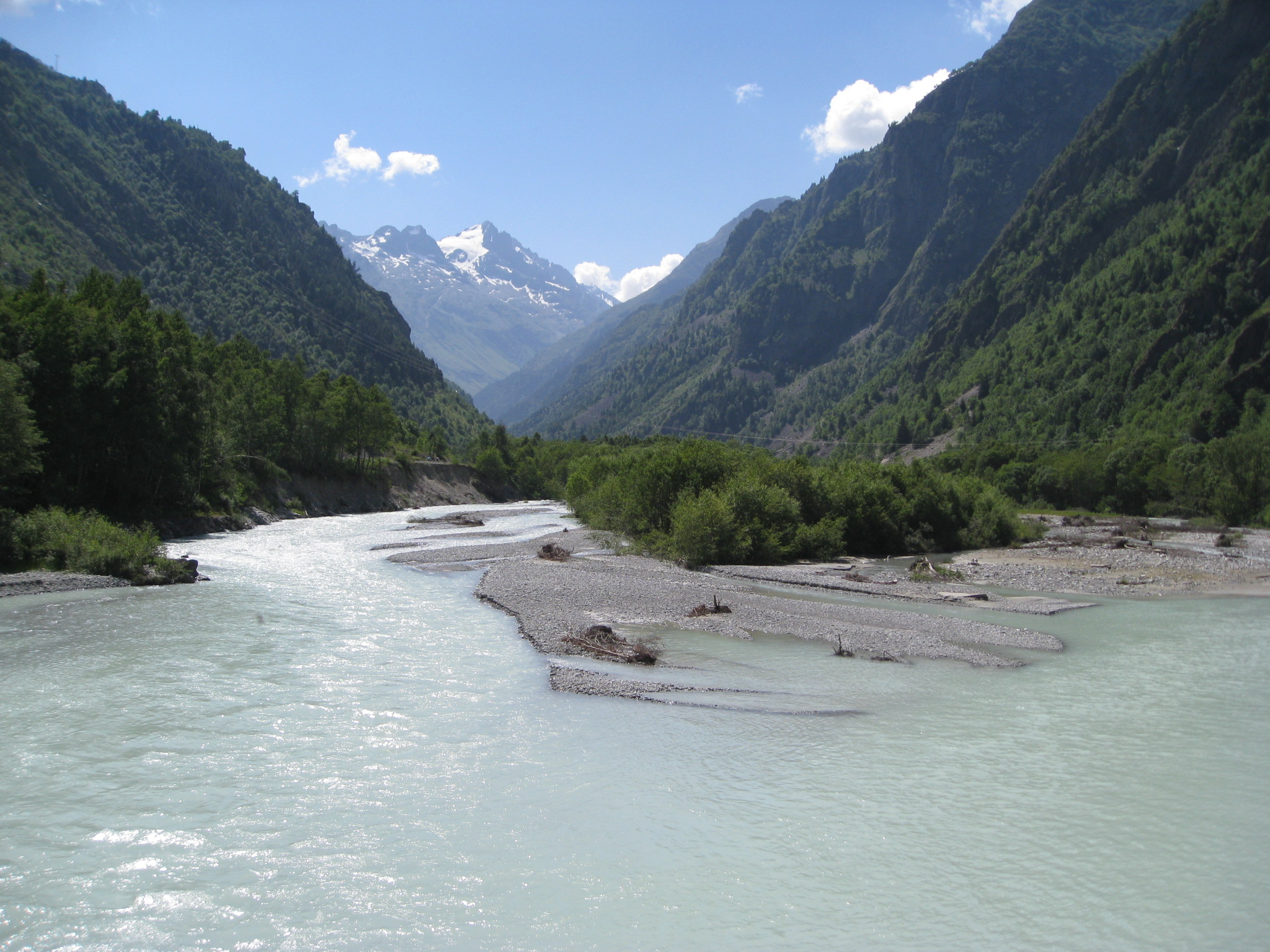
El riu Véneon és un afluent per l'esquerra de la Romanche.

La regió s'articula al voltant del riu Romanche que neix al massís dels Écrins a l'est i s'escola en direcció oest fins a desembocar al riu Drac a Champ-sur-Drac, més enllà de l'Oisans.
La completen cinc valls tributàries de la Romanche, d'est a oest i sobre la ribera dreta, la vall del Ferrand, la vall del Sarennes i la vall de l'Eau d'Olle. I a la riba esquerra, les valls de la Lignarre i del Véneon.
Els llacs d'origen glacial són freqüents a les cotes més altes de la regió (Lac Blanc, Lac Noir, Lac Besson, etc.), mentre que a cotes inferiors, l'aprofitament hidroelèctric ha generat diversos pantans sobre la Romanche o l'Eau d'Olle.

## Orografia

Les serralades alpines occidentals, entre les que s'hi troba l'Oisans.

La conca del riu Romanche és delimitada per diverses serralades alpines i les collades que les separen, en moltes ocasions, coneguts per la seva altitud, com a miradors de paisatge o com a punts mítics de la volta ciclista a França.
Així, l'Oisans és delimitat en el seu extrem oriental per la serralada dels Arves (Aiguilles d'Arves, 3.514 m) al nord i el massís dels Écrins (Dôme de neige, 4.015 m) al sud. A l'oest d'aquesta darrera serralada, s'eleva la de Taillefer (2.857 m) que juntament amb la serra de Belledonne (Grand Pic de Belledonne, 2.977 m), tanquen l'Oisans en el seu sector occidental, separats pel pas del Romanche. Belledonne i el massís d'Arves, encerclen alhora la serralada de les Grandes Rousses (Pic Bayle, 3.465 m) que conforma un sector important de la regió.
Entre les collades de l'Oisans destaquen:
- el Coll del Galibier (2.642 m), que separa les serralades de les Grandes Rousses i de Cerces, aquesta fora de l'Oisans.
- el Lautaret (2.058 m), que separa les serralades d'Arves i dels Écrins, i les valls de la Romanche i de Briançon.
- la Croix-de-Fer (2.068 m), separant les Grandes Rousses i l'Arves.
- el Glandon (1.924 m), entre Belledonne i Arves.

## Història[1]

### La dominació romana
Els Uceni eren els habitants de l'Oisans des de l'edat del ferro i fins a la romanització de la Gàl·lia. Controlaven el coll del Lautaret, estratègic per les comunicacions transalpines, encara avui. El Trofeu dels Alps dona fe però, de la derrota del poble Uceni en mans dels exèrcits romans que establiren a través de la vall de la Romanche una via de comunicació important per travessar els Alps des de Viena del Delfinat fins a Briançon i la península Itàlica.
Durant aquest període una població nombrosa s'establí als vessant fèrtils i conreats, donant lloc als actuals pobles de Villard d'Arène, Mizoën, Mont de Lans, la Garde i Gavet. El comerç i el transport esdevingueren activitats importants. Des de les muntanyes s'exportava fusta per la fabricació de vaixells i fins a cotes elevades, l'extracció de diferents minerals (or, plata, ferro) suposà una activitat important, com per exemple a les mines de Brandes, situades a 1.784 metres d'altitud, al municipi de Huez o als pobles de Villard Notre-Dame, a le Freney d'Oisans, o a Auris que encara deu el seu nom al mineral daurat.

### Merovingis, Carolingis: reis de Borgonya

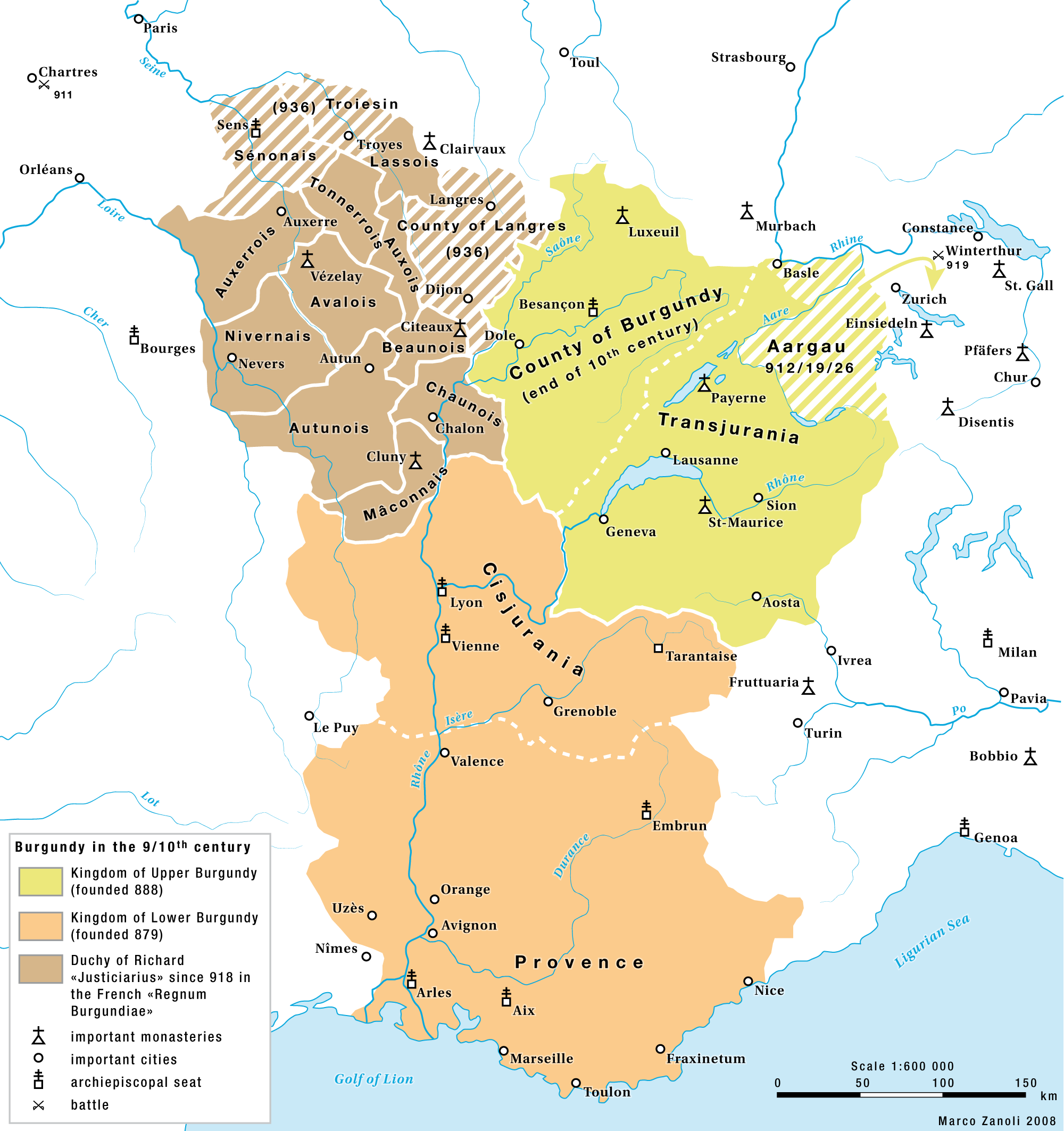
Mapa dels regnes de Borgonya. A l'est de Grenoble, l'Oisans formà part de la Borgonya transjurana.

Les invasions bàrbares del Delfinat posaren fi a la pax romana. Els vàndals, els visigots i els alans desolaren el baix Delfinat, seguits pels burgundis d'origen escandinau, que en el segle V traslladaren la seva primera capital de Ginebra a Lió.
El veïns francs intentaren sense èxit la invasió de Viena, aleshores capital del Delfinat, els anys 500 i 524, primer sota el regnat de Clodoveu, després sota l'aliança dels seus fills, liderada per Clotari I. Però la tercera temptativa, a la batalla d'Autun l'any 532 fou reeixida, i d'aquesta manera l'Oisans, com a part del regne de Borgonya vençut, passà a mans franques l'any 534.
Fins a la fi del segle vi, la regió fou dividida per la lluites fratricides de la dinastia merovíngia i no fou fins a la centúria següent, sota els regnes de Clotari II en primer lloc i de Dagobert a continuació, que la regió recuperà la unitat. Durant aquest inici del segle VII les incursions sarraïnes es succeïren.
La mort de Pipí d'Héristal l'any 714 significà la fi del domini merovingi i el regne de Borgonya, al qual pertanyia l'Oisans, passà a ser domini de la dinastia carolíngia. La regió passà a ser una província llunyana, poc sotmesa a l'autoritat reial. Amb la partició de l'imperi de Carlemany l'any 839, Lluís I el Pietós, únic fill viu de Carlemany, donà el regne de Borgonya al seu fill Carles II el Calb. Però l'extinció de la línia successòria directa i després de llargues disputes successòries, un consell de prelats a escollí el comte Bosó de Provença com a hereu, donant peu a la creació d'un nou regne de Borgonya: el regne de Borgonya Cisjurana.
El feu dels bosònides, acabaria dividint-se en tres nous regnes: la Provença, la Savoia i el Delfinat. És en aquest darrer en el que l'Oisans afrontaria el tomb del primer mil·lenni, oblidat i aïllat, abocat al voltant del nucli de població creixent en el seu epicentre: el Bourg-d'Oisans.
Durant aquest període els successius canvis d'idioma feren derivar el nom primitiu dels Ucennis a Uïsan, Uisson, Uïsan i Visan, que al segle xv acabaria convertint-se definitivament en Oisans.

## Comunicacions

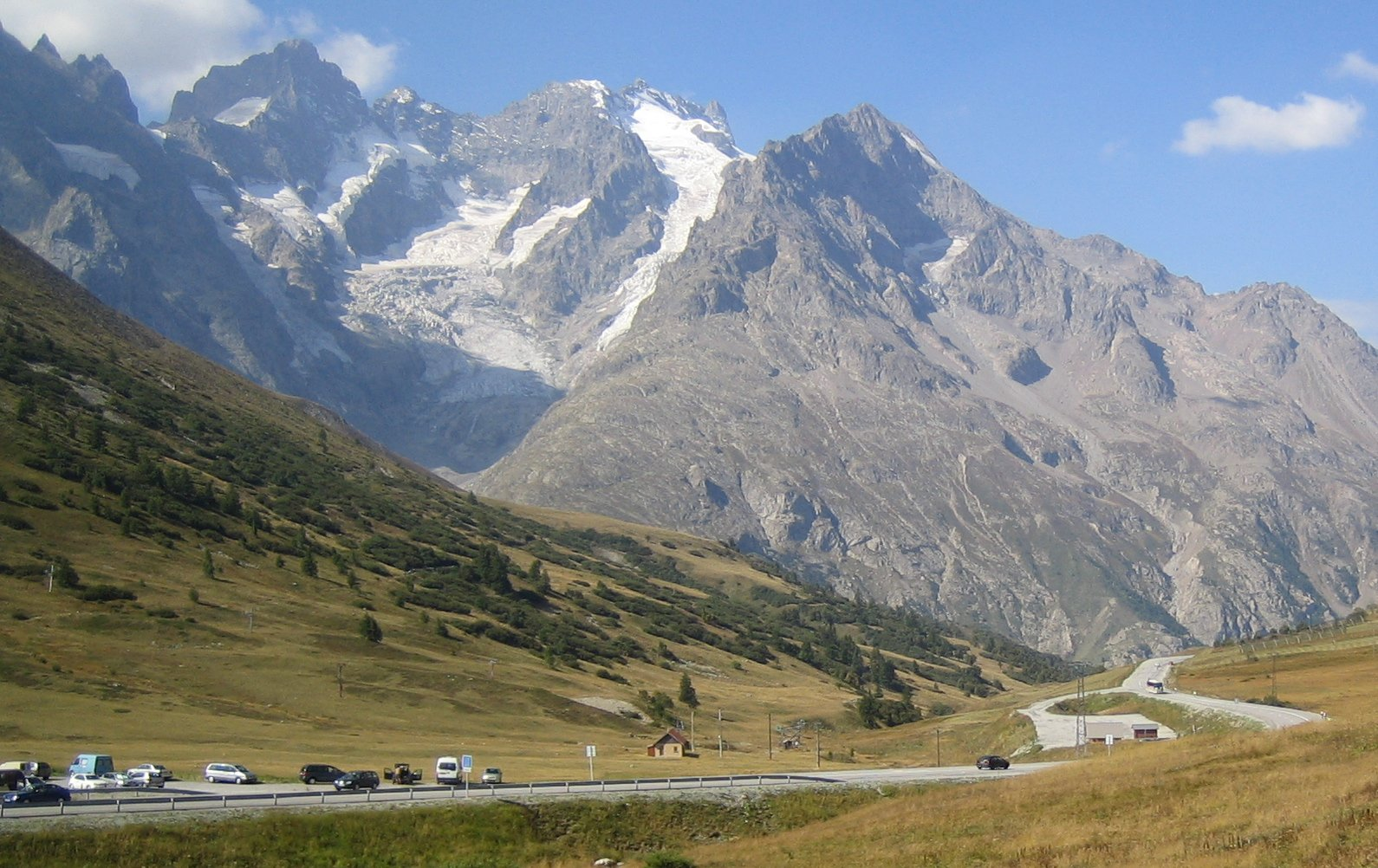
La carretera D1091 al seu pas pel coll del Lautaret, amb la Meije en segon pla.

La vall del riu Romanche ha conformat des dels temps antics un pas transalpí de primer ordre, tot i que la construcció de túnels com el de Fréjus i del Mont Blanc l'han relegat en importància per la comunicació entre França i Itàlia. Tant és així que l'antiga carretera nacional RN91 que travessava l'Oisans unint Vizille i Briançon fou reconvertida en carretera departamental i rebatejada com a D1091.
Aquesta és la principal via de comunicació de l'Oisans, travessant el coll del Lautaret a l'est de la regió i resseguint fins a la desembocadura el riu Romanche.
Les carreteres secundàries de l'Oisans són:
- D902, uneix l'Oisans i la vall de la Maurienne, a Saint-Michel-de-Maurienne a través del coll del Galibier.
- D526 en direcció nord, uneix l'Oisans i la vall de la Maurienne, a Saint-Jean-de-Maurienne a través del coll del Glandon.
- D526 en direcció sud, uneix l'Oisans a la RN85 a l'alçada de La Mure, 45 km al sud de Grenoble.
- D211 uneix Huez i la seva estació de l'Alpe-d'Huez a la D1091.
- D213 uneix l'estació de Les Deux-Alpes a la D1091.

D'altra banda, a les estacions d'esquí de l'Alpe d'Huez i de Les Deux-Alpes, i en menor mesura a la Grave, existeixen nombrosos telecabines i telefèrics que permeten desplaçar-se pels diferents vessants dels dominis esquiables.
L'aeroport internacional més proper és el de Grenoble, a 92 km de Bourg-d'Oisans, mentre que a la mateixa ciutat s'hi troba l'estació de tren servida pel tren convencional i el d'alta velocitat.

## Galeria d'imatges

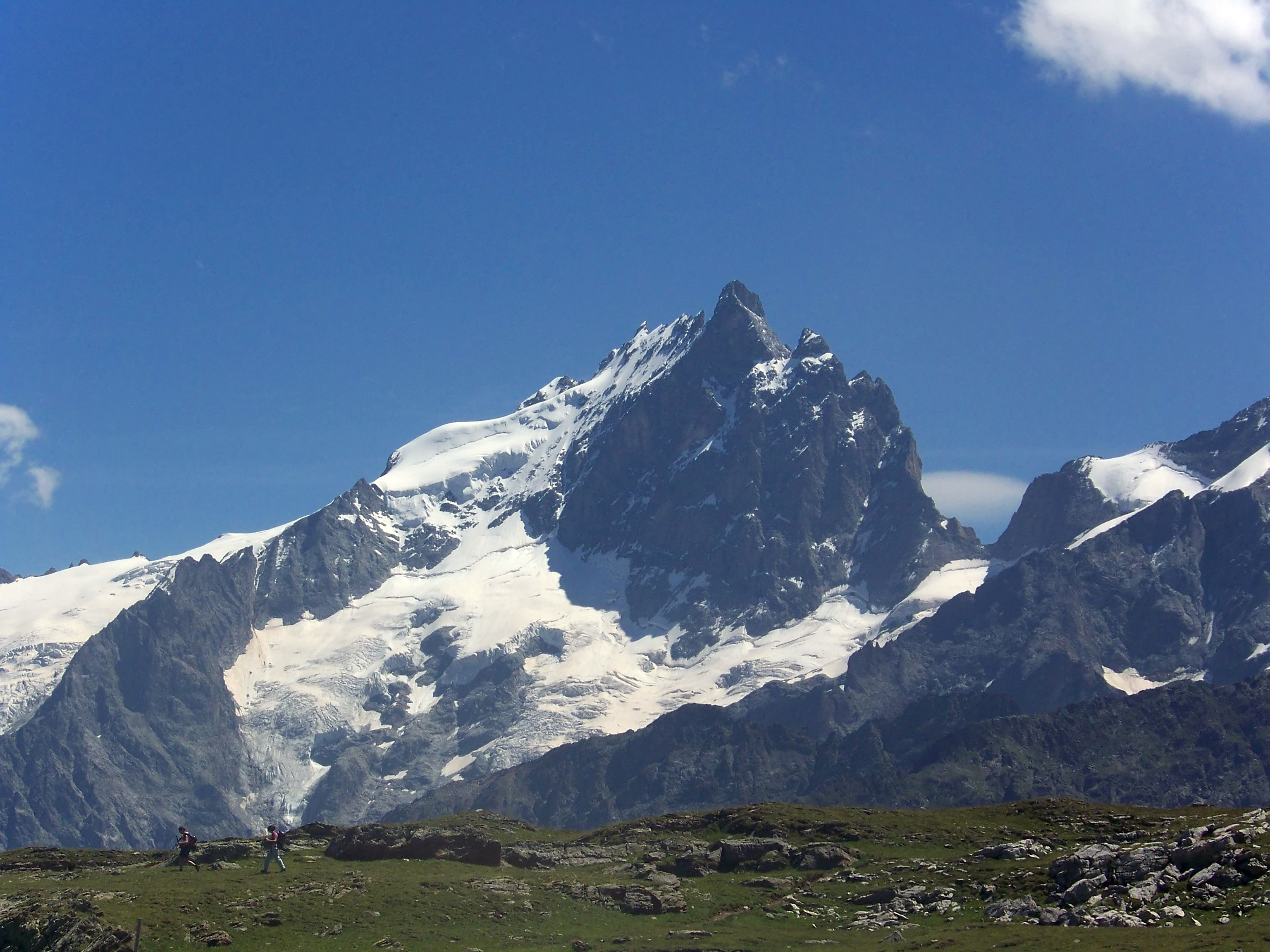
La Meije, vista des de l'altiplà d'Emparís és el cim més emblemàtic de l'Oisans.
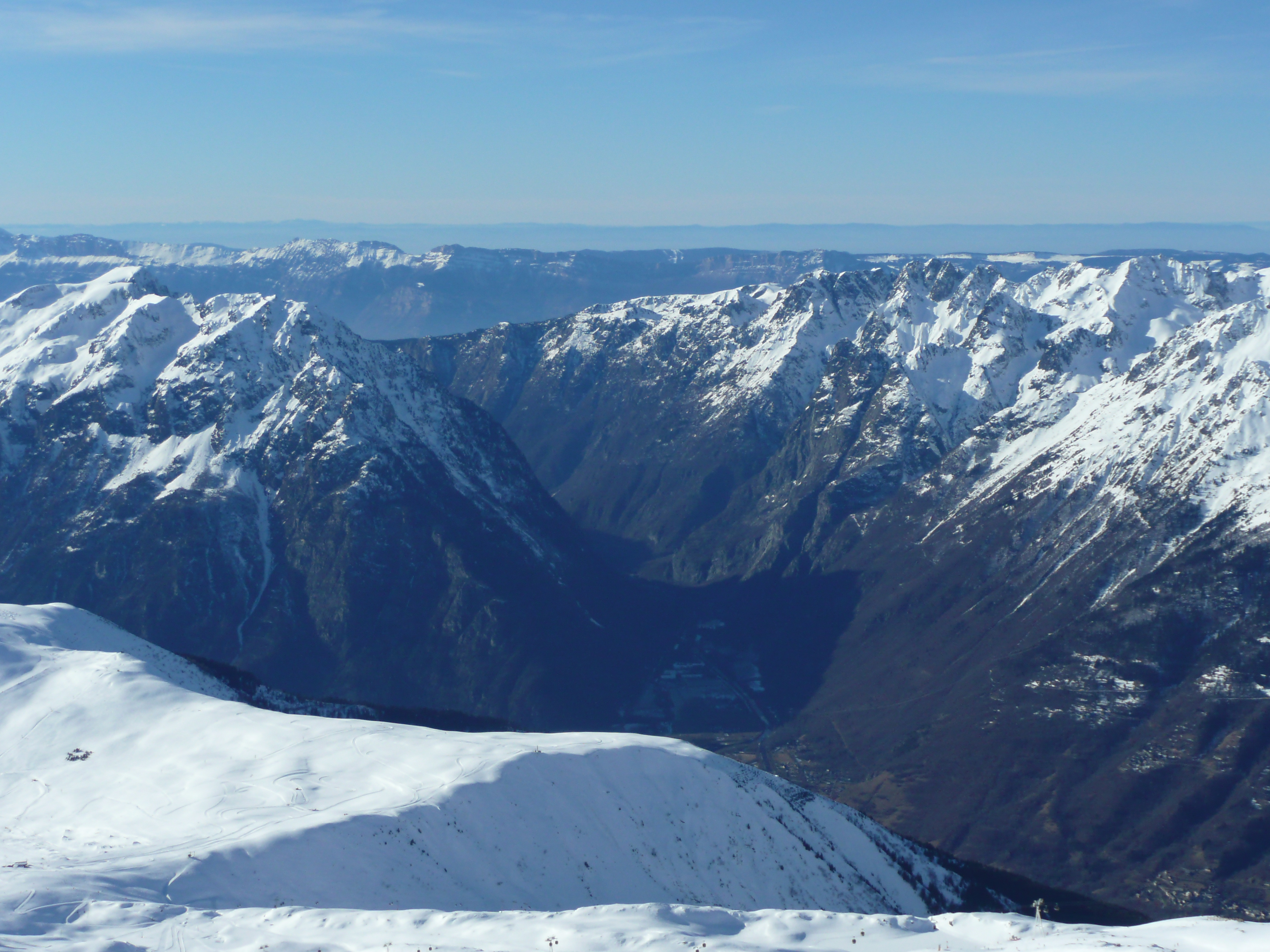
La vall de la Romanche, el riu que articula la regió de l'Oisans.
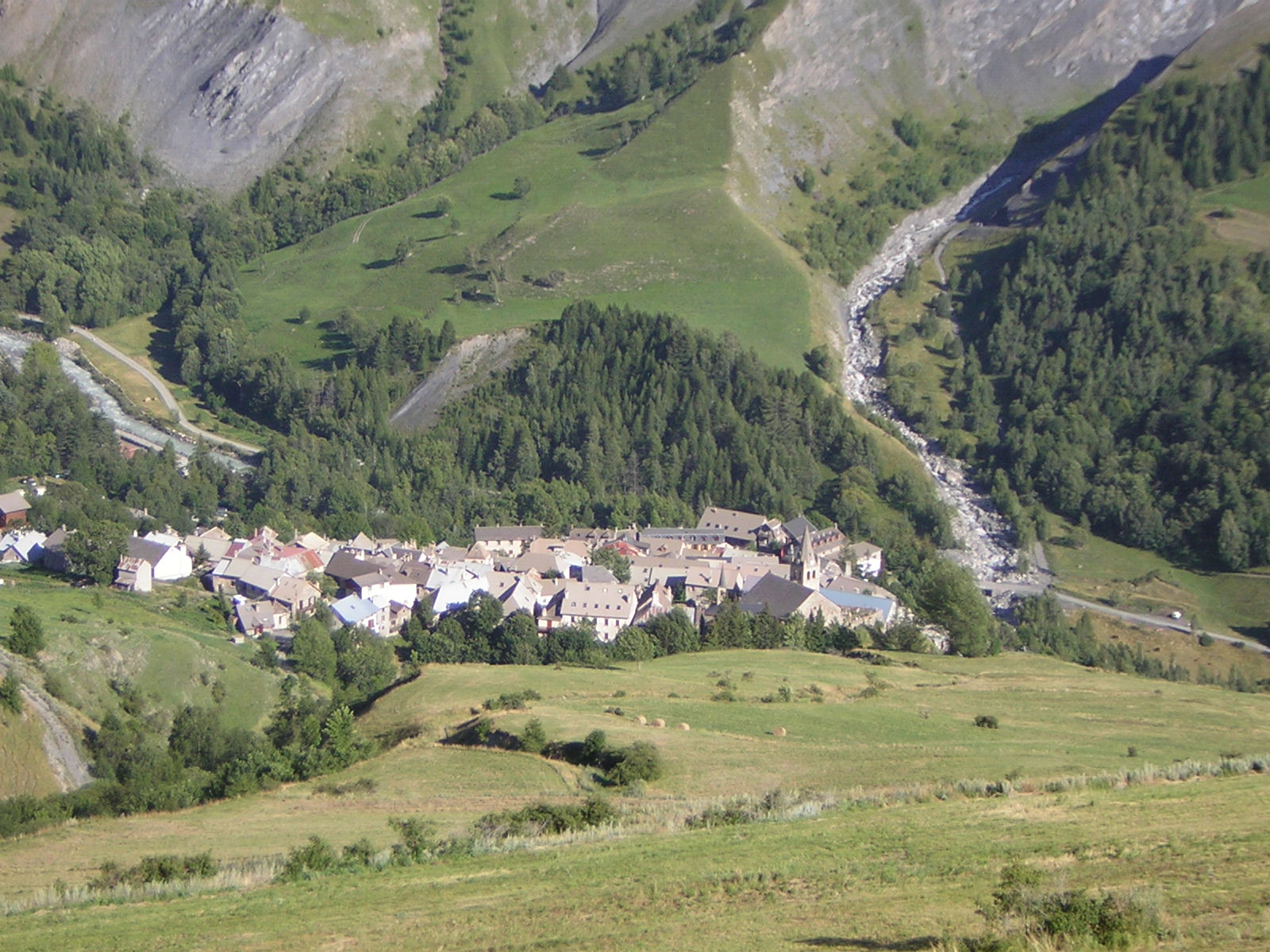
La Grave és un dels pobles de l'Oisans, al peu de la Meije, considerat un dels més bonics de França.
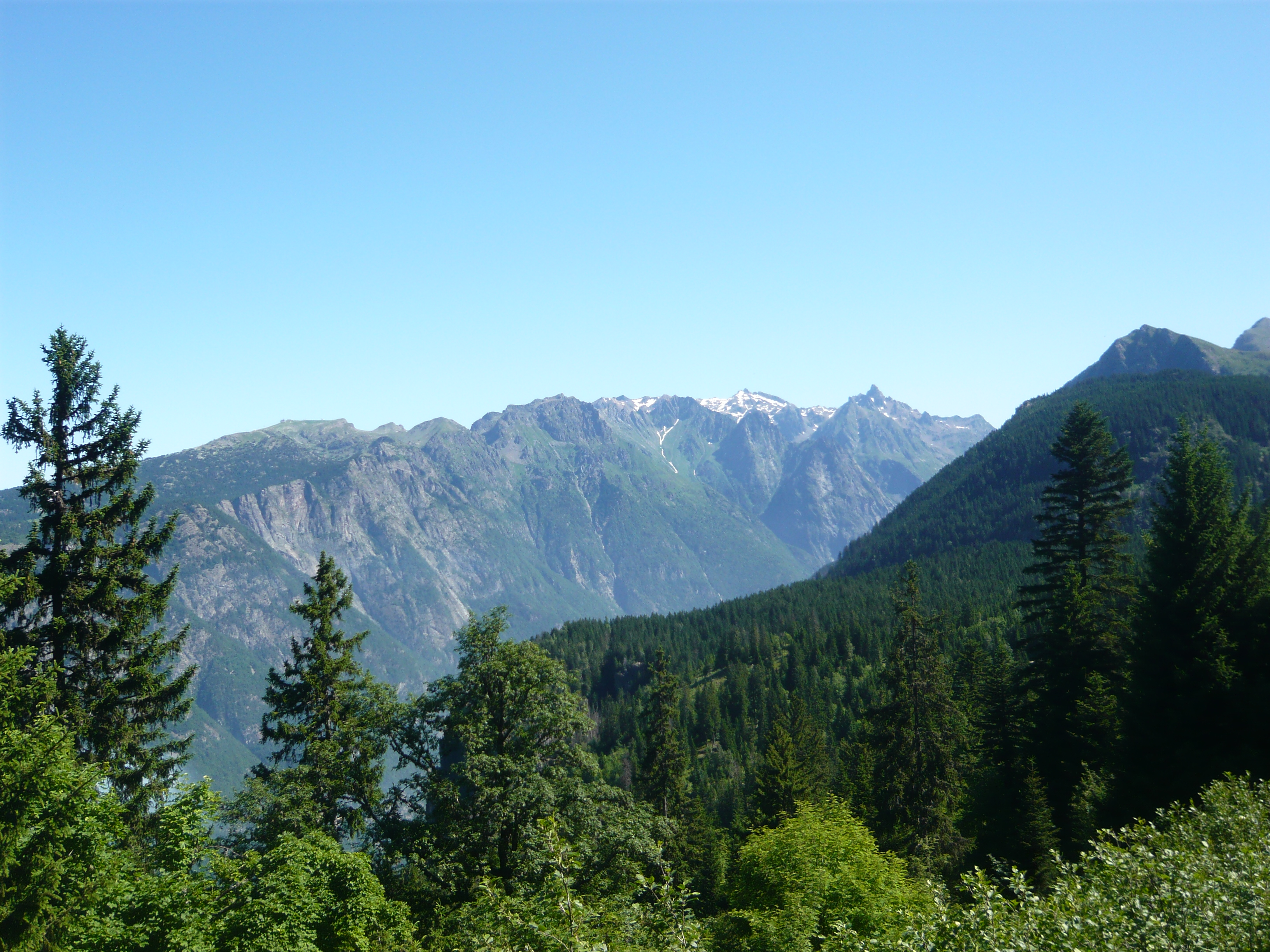